# Nuoto ai XVII Giochi paralimpici estivi - Uomini 100 metri stile libero
Le gare di nuoto 100 metri stile libero maschili ai XVII Giochi paralimpici estivi si sono svolte tra il 30 agosto e il 6 settembre 2024 alla Paris La Défense Arena.

## Programma
Sono stati disputati 6 eventi, articolati in una serie di batterie di qualificazione in mattinata; la finale è stata disputata nel pomeriggio/sera del medesimo giorno.
| S4  | B | F |  |  |   |   |  |  |  |  |   |   |   |   |   |   |
| S5  | B | F |  |  |   |   |  |  |  |  |   |   |   |   |   |   |
| S6  |   |   |  |  |   |   |  |  |  |  |   |   | B | F |   |   |
| S8  |   |   |  |  |   |   |  |  |  |  |   |   |   |   | B | F |
| S10 |   |   |  |  | B | F |  |  |  |  |   |   |   |   |   |   |
| S12 |   |   |  |  |   |   |  |  |  |  | B | F |   |   |   |   |

| M | mattina | P | pomeriggio/sera |

| B | Batterie | F | Finale per medaglia d'oro |

## Risultati
Tutti i tempi sono espressi in minuti e secondi.

### S4
Le gare si sono svolte il 30 agosto 2024.
| Pos. | Atleta                         | Nazione                     | Tempo   | Note                |
| ---- | ------------------------------ | --------------------------- | ------- | ------------------- |
|      | Ami Omer Dadaon                | Israele                     | 1:20,25 |                     |
|      | Takayuki Suzuki                | Giappone                    | 1:21,71 |                     |
|      | Angel de Jesus Camacho Ramirez | Messico                     | 1:22,32 | Record panamericano |
| 4    | Federico Cristiani             | Italia                      | 1:22,33 |                     |
| 5    | Sebastian Massabie             | Canada                      | 1:22,53 |                     |
| 6    | Roman Zhdanov                  | Atleti Paralimpici Neutrali | 1:22,96 |                     |
| 7    | Cameron Leslie                 | Nuova Zelanda               | 1:24,03 |                     |
| 8    | Luigi Beggiato                 | Italia                      | 1:24,38 |                     |

### S5
Le gare si sono svolte il 30 agosto 2024.
| Pos. | Atleta                        | Nazione                     | Tempo   | Note               |
| ---- | ----------------------------- | --------------------------- | ------- | ------------------ |
|      | Oleksandr Komarov             | Ucraina                     | 1:07,77 | Record paralimpico |
|      | Guo Jincheng                  | Cina                        | 1:08,22 | Record asiatico    |
|      | Kirill Pulver                 | Atleti Paralimpici Neutrali | 1:09,41 |                    |
| 4    | Francesco Bocciardo           | Italia                      | 1:10,53 |                    |
| 5    | Wang Lichao                   | Cina                        | 1:11,94 |                    |
| 6    | Muhammad Nur Syaiful Zulkafli | Malaysia                    | 1:16,60 |                    |
| 7    | Luis Huerta Poza              | Spagna                      | 1:19,05 |                    |
| 8    | Eigo Tanaka                   | Giappone                    | 1:19,65 |                    |

### S6
Le gare sono state svolte il 5 settembre 2024.
| Pos. | Atleta                     | Nazione     | Tempo   | Note               |
| ---- | -------------------------- | ----------- | ------- | ------------------ |
|      | Antonio Fantin             | Italia      | 1:03,12 | Record paralimpico |
|      | Talisson Henrique Glock    | Brasile     | 1:05,27 |                    |
|      | Laurent Chardard           | Francia     | 1:05,28 |                    |
| 4    | Nelson Crispin Corzo       | Colombia    | 1:06,07 |                    |
| 5    | Thijs van Hofweegen        | Paesi Bassi | 1:06,67 |                    |
| 6    | Daniel Xavier Mendes       | Brasile     | 1:07,58 |                    |
| 7    | David Felipe Rendon Acosta | Colombia    | 1:09,21 |                    |
| 8    | Jia Hongguang              | Cina        | 1:09,60 |                    |

### S8
Le gare sono state svolte il 6 settembre 2024.
| Pos. | Atleta                     | Nazione                     | Tempo   | Note                |
| ---- | -------------------------- | --------------------------- | ------- | ------------------- |
|      | Callum Simpson             | Australia                   | 0:58,23 |                     |
|      | Noah Jaffe                 | Stati Uniti                 | 0:58,25 | Record panamericano |
|      | Alberto Amodeo             | Italia                      | 0:58,30 |                     |
| 4    | Andrei Nikolaev            | Atleti Paralimpici Neutrali | 0:58,50 |                     |
| 5    | Xu Haijiao                 | Cina                        | 0:59,67 |                     |
| 6    | Dimosthenis Michalentzakis | Grecia                      | 0:59,75 |                     |
| 7    | Liu Fengqi                 | Cina                        | 1:00,38 |                     |
| 8    | Wu Hongliang               | Cina                        | 1:12,04 |                     |

### S10
Le gare sono state svolte il 1º settembre 2024.
| Pos. | Atleta                         | Nazione   | Tempo   | Note               |
| ---- | ------------------------------ | --------- | ------- | ------------------ |
|      | Stefano Raimondi               | Italia    | 0:51,40 |                    |
|      | Rowan Crothers                 | Australia | 0:51,55 |                    |
|      | Thomas Gallagher               | Australia | 0:51,86 |                    |
| 4    | Phelipe Andrews Melo Rodrigues | Brasile   | 0:52,37 |                    |
| 5    | Simone Barlaam (S9)            | Italia    | 0:52,43 | Record paralimpico |
| 6    | Ihor Nimchenko                 | Ucraina   | 0:53,05 |                    |
| 7    | Alex Saffy                     | Australia | 0:54,55 |                    |
| 8    | Alan Ogorzalek                 | Polonia   | 0:54,76 |                    |

### S12
Le gare sono state svolte il 4 settembre 2024.
| Pos. | Atleta               | Nazione                     | Tempo   | Note |
| ---- | -------------------- | --------------------------- | ------- | ---- |
|      | Yaroslav Denysenko   | Ucraina                     | 0:53,11 |      |
|      | Maksym Veraksa       | Ucraina                     | 0:53,64 |      |
|      | Raman Salei          | Azerbaigian                 | 0:53,65 |      |
| 4    | Stephen Clegg        | Gran Bretagna               | 0:53,67 |      |
| 5    | Dzmitry Salei        | Atleti Paralimpici Neutrali | 0:53,84 |      |
| 6    | Kylian Portal        | Francia                     | 0:54,37 |      |
| 7    | Illia Yaremenko      | Ucraina                     | 0:54,63 |      |
| 8    | Ivan Salguero Oteiza | Spagna                      | 0:54,65 |      |